# Kavango West
Pour les articles homonymes, voir Kavango (homonymie).
Kavango West est une région de Namibie, créée en août 2013 par scission de l'ancienne région de Kavango. Sa capitale est Nkurenkuru.
La deuxième région créée par cette scission est Kavango East.

## Population

Région de Kavango West sur une carte de Namibie.

La région est caractérisée par une répartition de la population extrêmement inégale. L'intérieur est très peu peuplé, tandis que la bande la plus au nord, en particulier le long du fleuve Kavango , a une forte concentration de population.